# JR九州キハ200系気動車
キハ200系気動車（キハ200けいきどうしゃ）は、1991年（平成3年）に登場した九州旅客鉄道（JR九州）の一般形気動車。

## 概要
筑豊本線・篠栗線の輸送改善用として新設された快速列車「赤い快速」用の車両として開発され、その後指宿枕崎線・大村線の快速列車用として投入された。1997年（平成9年）以降は老朽化したキハ58・65系の置き換え用に増備が再開され、九州地区の非電化各線で運用されるようになった。
当時増備されていた811系電車に準じた接客設備と、後述する爪クラッチ式変速機に代表される先進的機構が高く評価され、1992年に「鉄道友の会」の第32回ローレル賞を受賞した。

## 車両概説
本項では各番台に共通するものを説明する。

### 車体
普通鋼製21.3 m車体で、片側3箇所にステップ付きの両開き扉を設置しており、前面は貫通扉を設けた構造となっている。ブレーキシステムを電気指令式とし、自動空気ブレーキの在来車両との併結は考慮していないため、連結器は電車と同じ密着式のものを採用しているが、非常時に在来車と連結するための中間連結器を装備している。
側窓は幅984 mm、高さ930 mmの大型2連窓で立席者の視界を改善するため811系のものよりも10 mm高い大きさとなっている。側窓のうち開閉可能な窓は一部のみで、固定窓については中央にあるロールカーテン縦桟のために一見2連窓に見えるが、実際には大型の1枚窓となっている。
デザインは水戸岡鋭治率いるドーンデザイン研究所が手がけており、赤一色で客用ドアのみステンレス無塗装の銀色である。長崎地区の車両は、青一色に客用ドアを赤色として側窓下部に「SEA SIDE LINER」のロゴが標記されている。鹿児島地区の車両は製造当初は赤であったが、1995年（平成7年）にキハ200-7・5007が「いぶすきキャンペーン」の一環として黄一色に、客用ドアをステンレス無塗装の銀色として、側窓の下等に「NANOHANA」のロゴを入れたものに変更され、1997年から他の車両も順次同じ色に塗り替えられたが、これらの車体色の黄色は実際の菜の花であるアブラナの花色とは異なり山吹色に近い。
上記いずれの車体色においても各ドアには813系と同様に数字が記されている。
鹿児島地区の車両のうち特別快速「なのはなDX」用のキハ220-1102は車体に表記されているロゴが他の車両と異なっていた。

### 車内
天井付近の室内見付は811・813系と共通の曲面を使用せず傾斜した幕板で構成したものとなっている。室内の壁と床面、座席モケットには当初からドーンデザイン研究所のテキスタイルデザインが展開されている。座席は幅1015 mm、シートピッチ910 mmの転換式クロスシート（車端部は固定式だがシートピッチは960 ｍｍと広くなっている）を採用している。

### 機器類
走行用機関は新潟鉄工所（現：新潟原動機）製の331 kW (450 PS) の出力のものを2エンド側に1基装備して連結面側台車の2軸を駆動する。これに伴い排気管を車体外部の連結面に設置して室内スペースを確保しているが、両運転台付きのキハ220形では従来通り室内に排気管を貫通させている。
冷房装置は走行用機関直結のものと1エンド側に搭載したバス用の機関直結式（デンソー製パッケージクーラー）の2系統を備える。走行機関直結のものは冷房使用時はアイドルアップされるためエンジン音が高くなるが、運転士が力行の操作をすれば停車中や低速走行時では一旦エンジンのアイドル状態を経てから加速が始まり、中速以上ではアイドル状態を経ず直ちに加速状態となるなど力行指令との協調が図られている。
旧来の旅客用気動車では、入力軸と出力軸の回転を合わせる事が難しい等の技術的課題があり、直結段での変速は主流でなかった。本形式においては鉄道総合技術研究所と共同開発した凹凸形のクラッチ（爪クラッチ）と軸の回転制御を組み合わせ、直結段を2段とした新型液体式変速機を採用している。この爪クラッチ使用による変速機はJR九州の大型気動車独特のもので、特徴として動力伝達効率が直結段において98.5 ％と、従来の約90 ％よりも高いほか、精密な回転軸の速度同期制御により再加速時には回転数合わせのための空ぶかしを経ずに即時に動力直結が可能なため、在来気動車で困難だった「のこぎり運転」が容易になり、勾配や曲線が多い区間において運転時分短縮の効果がある。さらに331 kW (450 PS) の高出力エンジンを搭載し、キハ40系に代表される在来型気動車に比べて走行性能を向上させている。また、この変速機は自動・手動を切り替えることができる。営業運転での最高速度は110 km/hであるが、最高速度が85 km/h程度であることが多いローカル路線に最適化するため、自動変速での各段切替え速度は低めに設定されており、1・2段目の切替え速度はフルノッチの場合それぞれ50 km/hと70 km/h程度であるが、低いノッチ位置での力行時ではそれよりも低速で進段を行う。

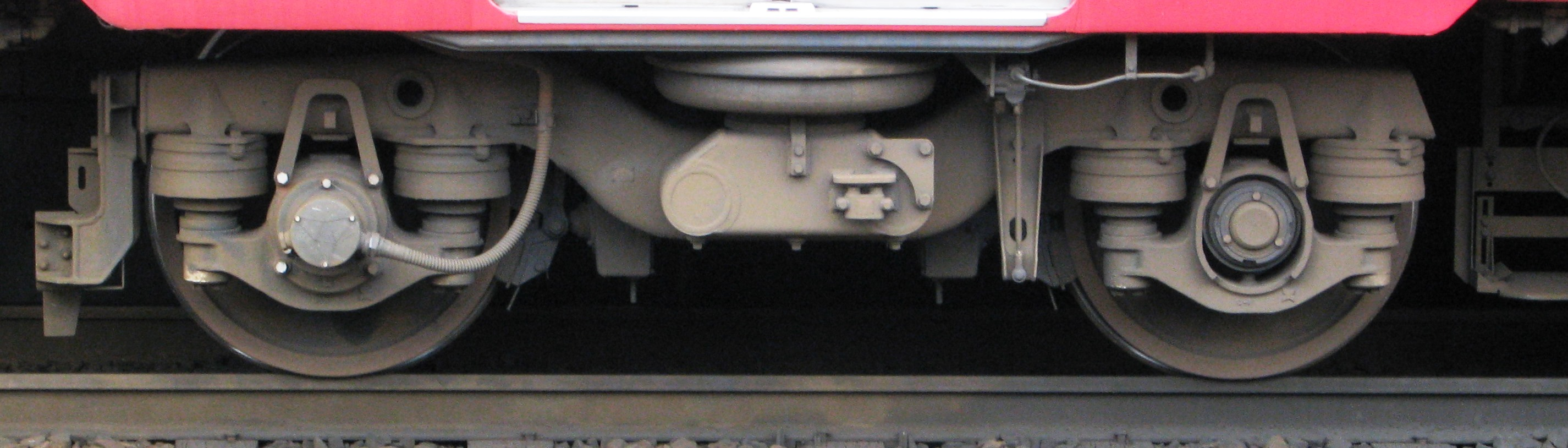
TR600K台車 （0・1000番台）
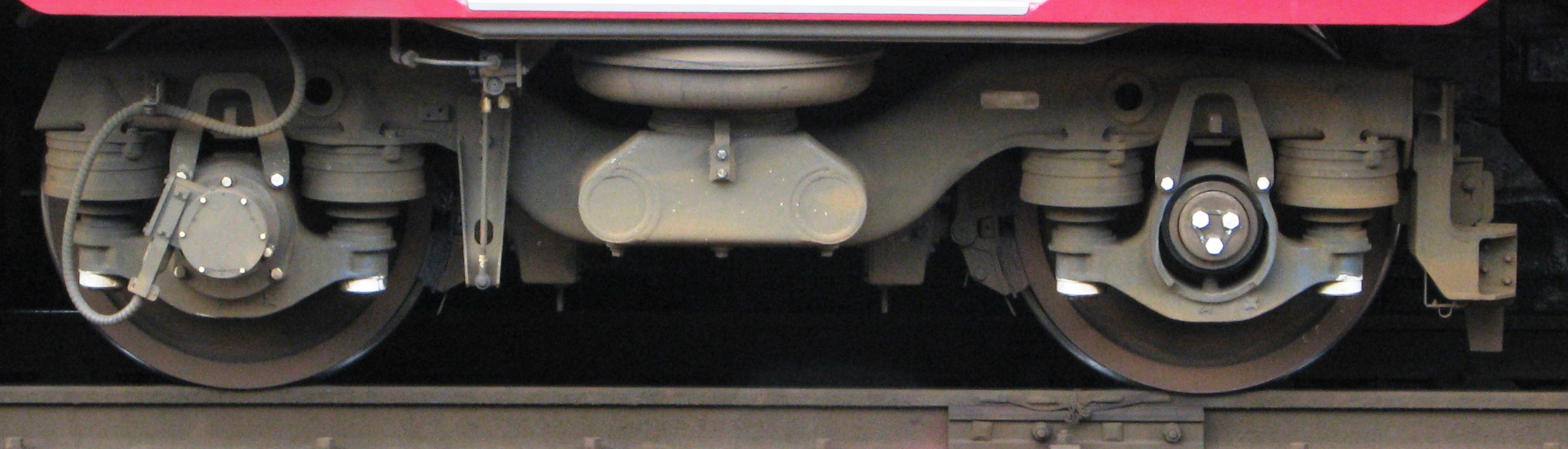
TR600KA台車 （100・1100番台以降）
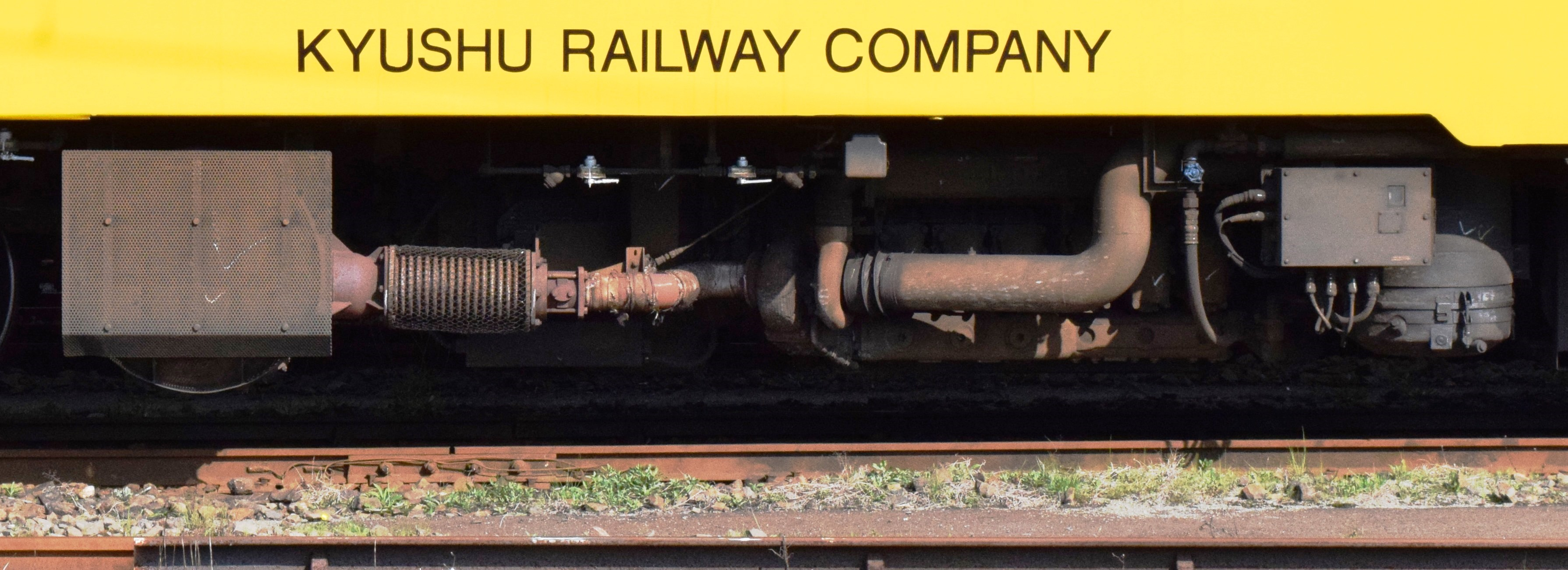
DMF13HZAエンジン
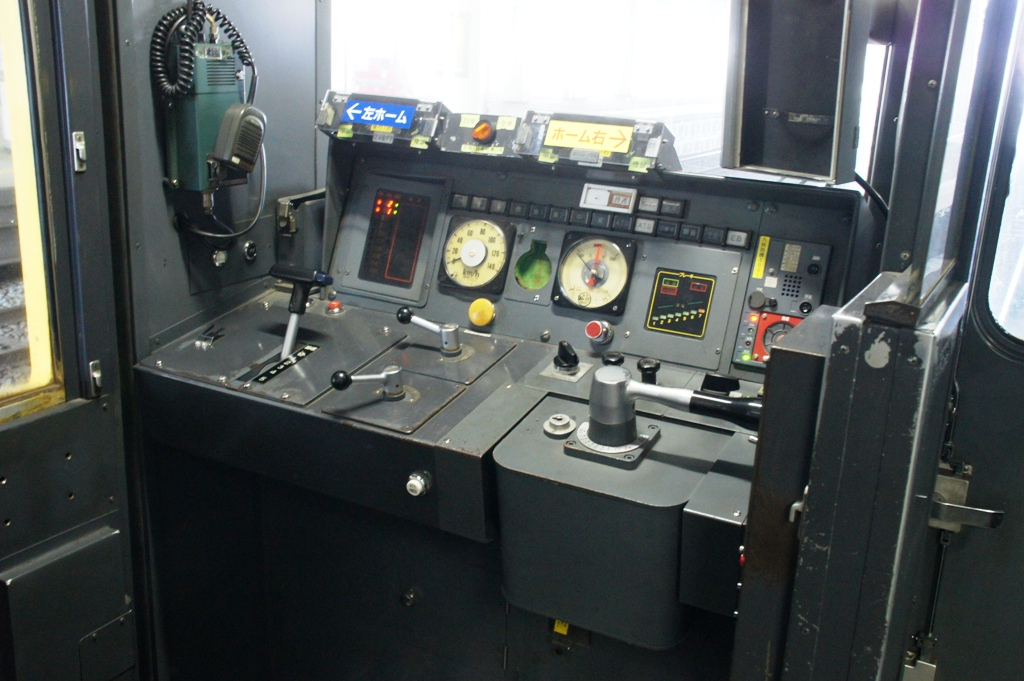
運転席

## 形式別解説
キハ200系気動車には、片運転台車キハ200形、両運転台車キハ220形、多機能検測車BE220形の3形式がある。本節では製造順に記述する。

### キハ200形

#### 0番台・1000番台
| 三角線で使用される0番台 |  | キハ200-7 |
| 三角線で使用される0番台 |  | キハ200-7 |

| キハ200-13+キハ200-1013・V・ファーレン長崎色 |  | キハ200-14+キハ200-1014 ・ハウステンボス色 |
| キハ200-13+キハ200-1013・V・ファーレン長崎色 |  | キハ200-14+キハ200-1014 ・ハウステンボス色 |

| 初期の座席 |  | 後期の座席 |
| 初期の座席 |  | 後期の座席 |

1991年（平成3年）から製造された。トイレ付きの0番台と、トイレなしの1000番台の2両で1本の編成を組成する。15編成30両が製造された。座席は転換式クロスシートを基本に、車端部および客用扉寄りのみ固定式となる。これは以下他の転換クロスシート車も同様である。
このうち、1007は1993年（平成5年）8月6日に日豊本線竜ヶ水駅構内で平成5年8月豪雨による土石流に巻き込まれ廃車となった。また、1011は2003年（平成15年）3月31日に大村線川棚駅 - 小串郷駅間で発生した踏切障害事故で脱線し廃車となった。
このグループのみ、製造当初は全車両の座席肘掛けに灰皿が設置されていた。1995年（平成7年）9月にJR九州の快速・普通列車が全面禁煙となったため、現在は撤去されている。
登場時はワンマン運転に対応していなかったが、2000年（平成12年）までに全車がワンマン運転に対応した。ワンマン対応にあたって、レシップ製の運賃表示器の設置と、車外スピーカーの側面2ヵ所・計4ヵ所への設置が施された。2006年（平成18年）末以降は乗客への視認性を高めるため、「優先席」表示がされた白色のシート枕カバーが装着されている。
長崎地区のキハ200-14 + キハ200-1014はハウステンボス色となっている。また、2011年（平成23年）8月以降は、キハ200-13 + キハ200-1013がV・ファーレン長崎のラッピングを纏っていた。その他、過去にはNTTや大河ドラマ『龍馬伝』などのラッピングが施されていた時期もあった。

#### 5000番台
| キハ200-5007 |  | キハ200-5007 車内 |
| キハ200-5007 |  | キハ200-5007 車内 |

| キハ200-5011 |  | キハ200-5011 車内 |
| キハ200-5011 |  | キハ200-5011 車内 |

| キハ200-5011 座席 |  | キハ200-5011 車椅子スペース |
| キハ200-5011 座席 |  | キハ200-5011 車椅子スペース |

災害・事故廃車となった1007と1011の代替として、5007と5011の2両がそれぞれ1994年（平成6年）と2004年（平成16年）に製造された。基本仕様は1000番台に準ずるが、5011は1番と2番のAB席が存在せず車椅子スペースとなっているほか、客室内の蛍光灯カバーも廃止されている。カラースキーム、フローリングなどは100・1100番台に準ずる。その他、乗務員室の構造も大きく異なっている。
1007に付いていたローレル賞プレートの代品は5007には設置されていない。同賞プレート取り付けの対象は1992年（平成4年）落成の10・1010（現560・1560）までで、1994年（平成6年）以降に落成した11・1011以降の車両には当初より付いていない。製造は5007が日本車輌製造、5011が新潟トランシスで、新潟トランシスで製造された本系列は5011が唯一である。

#### 100番台・1100番台
| キハ200形 100番台・1100番台 |  | キハ200-1103 車内 |
| キハ200形 100番台・1100番台 |  | キハ200-1103 車内 |

1997年（平成9年）に豊肥本線向けとして製造された区分番台。トイレ付きの100番台と、トイレなしの1100番台の2両で1本の編成を組成する。車内は0番台・1000番台と同様の転換クロスシートで、当初からワンマン運転に対応した構造となっている。また、乗務員室の室内のスペースも従来車より広く取られている。その他の変更点としてはトイレ部分の小窓が省略されたほか、客室内の蛍光灯カバーも廃止されている。乗降扉の客室側は従来のステンレス無塗装から、長崎地区と同様の赤色塗装に変更された。

#### 500番台・1500番台
| キハ200-1502 |  | 車内 |
| キハ200-1502 |  | 車内 |

1997年（平成9年）に香椎線向けとして3編成6両が製造された区分番台で当初は本系列初のトイレ無し、ロングシートであった。しかし全線単線で交換設備のある個所も限られている香椎線に、一部の列車だけ性能が違う本系列を走らせても効果が薄いためか、数年で3編成とも鹿児島に転属した。鹿児島転属当初はトイレがないままであったが、転属した年にトイレを設置した（トイレ付きが500番台）。
（今ではトイレがある）500番台とトイレなしの1500番台の2両で1本の編成を組成し、製造当初からワンマン運転に対応している。運用線区が駅間距離の短い通勤通学路線であることから、座席は混雑緩和のためオールロングシートとなっている。ただし、1人あたりの座面幅は平成年間の登場ながら現在のJIS規格よりも狭い国鉄時代の標準の43cmである。1500番台の助士席側後方の乗降扉横は、4人分のロングシートに代わって車椅子スペースとなっている。

#### 550番台・1550番台
| キハ200-560 |  | 車内 |
| キハ200-560 |  | 車内 |

2014年（平成26年）より、0番台・1000番台の座席をロングシート化し改番された区分。500番台・1500番台では各車に設置される車いすスペースは、このグループではトイレのある550番台にしか設けられておらず、また扉付近に新設された縦の握り棒は偏芯のために荷棚に繋がる部分で折れ曲がっており、真っ直ぐである500・1500番台との相違がみられる。車番は原番に +550を足す形となっている。指宿枕崎線と大村線に投入された。2021年3月にキハ200-556 + キハ200-1556・キハ200-565 + キハ200-1565が長崎から鹿児島へ転属した。また、2021年（令和3年）9月には、キハ200-4 + キハ200-1004がキハ200-554 + キハ200-1554に改造・改番され、小倉工場から出場した。500番台・1500番台と同様にロングシートの1人当たりの幅は430 mmとなっている。
新旧の番号対象は以下の通り。
- キハ200-6 + キハ200-1006 → キハ200-556 + キハ200-1556（2014年3月）
- キハ200-10 + キハ200-1010 → キハ200-560 + キハ200-1560（2016年3月）
- キハ200-15 + キハ200-1015 → キハ200-565 + キハ200-1565（2017年10月）[8]
- キハ200-9 + キハ200-1009 → キハ200-559 + キハ200-1559（2017年12月）
- キハ200-4 + キハ200-1004 → キハ200-554 + キハ200-1554（2021年9月）
- キハ200-2 + キハ200-1002 → キハ200-552 + キハ200-1552（2021年12月）
- キハ200-1 + キハ200-1001→キハ200-551 + キハ 200-1551（2022年4月）

### キハ220形

#### 1100番台
| キハ220-1101 |  | キハ220-1102（なのはなDX） |
| キハ220-1101 |  | キハ220-1102（なのはなDX） |

| キハ220-1101（2017年10月） |  | キハ220-1102（2016年6月） |
| キハ220-1101（2017年10月） |  | キハ220-1102（2016年6月） |

1997年（平成9年）、熊本地区向けに2両が製造された基本番台。座席は転換式クロスシートで、製造当初からワンマン運転に対応している。単行運用のほか、増結用としての使用も想定されている。トイレは落成時には設置されていなかった。
2022年（令和4年）現在は1101が大分車両センターに、1102が熊本車両センターに配置されていた。
1101は2007年（平成19年）度にトイレを設置し、トイレ部分の窓は埋められた。その後、2009年（平成21年）に大分車両センターから長崎運輸センターへ転属した。長崎への転属後もしばらく車体塗装は変更されなかったが、2011年（平成23年）3月にSSL塗色に変更された。通常はキハ200形の佐世保寄りに連結されて3両編成で運用されており、単行での運用は存在しない。なお、トラブル等でキハ200形が使用不能になった場合、代わりに本系列を連結した2両編成を組成することもあった。
2021年（令和3年）のダイヤ改正により再び大分へ転属。車体色は現在もシーサイドライナー色のままである。
1102は2004年（平成16年）に指宿枕崎線特別快速「なのはなDX」の指定席車として使用するため、改造を施された。ワンマン運転は非対応とし、床面を木床に張替え、座席をはやとの風と同種類の肘掛に収納式テーブルを備えた木製回転式リクライニングシートを設置（このため、席配置と窓割りは一致していない）、また中央の乗降扉を廃止し、山側は立ち式で海側にベンチを備えた一枚窓の展望スペースを設置している。「なのはなDX」の廃止後は熊本車両センターに転属し、塗色も赤色に変更された。車内はほとんど「なのはなDX」時代の状態を維持しているが、座席のリクライニングは倒せないように固定され、一部の座席を撤去してそこにトイレと車椅子スペースが設置され、さらに整理券発行機と運賃箱などを設置しワンマン運転にも対応した。吊革は乗降口付近にのみ設置されている。2016年（平成28年）6月から2021年1月頃まで一時期、前照灯がLED化されていた。

2020年（令和2年）7月、1102は人吉駅構内にて豪雨災害による洪水により浸水被害を受けて被災し運用を離脱、翌2023年に小倉総合車両センターにて多機能検測車「BIG EYE」(ビッグアイ)の種車として再改造された。

#### 1500番台
| キハ220-1503 |  | キハ220-1503 車内（トイレ設置前） |
| キハ220-1503 |  | キハ220-1503 車内（トイレ設置前） |

| 追加されたトイレ |  | キハ220-1502 車内（トイレ設置後） |
| 追加されたトイレ |  | キハ220-1502 車内（トイレ設置後） |

1997年（平成9年）、香椎線向けに4両が製造された区分番台。座席はロングシートで、製造当初からワンマン運転に対応している。トイレは落成時には設置されていなかったが、後に4両全車に、1101と同様の車椅子対応トイレが設置された。

当初は筑豊篠栗鉄道事業部（博多運用）に配置されたが、2003年（平成15年）に豊肥久大車両センター（現・大分車両センター）へ転属した。

#### 200番台

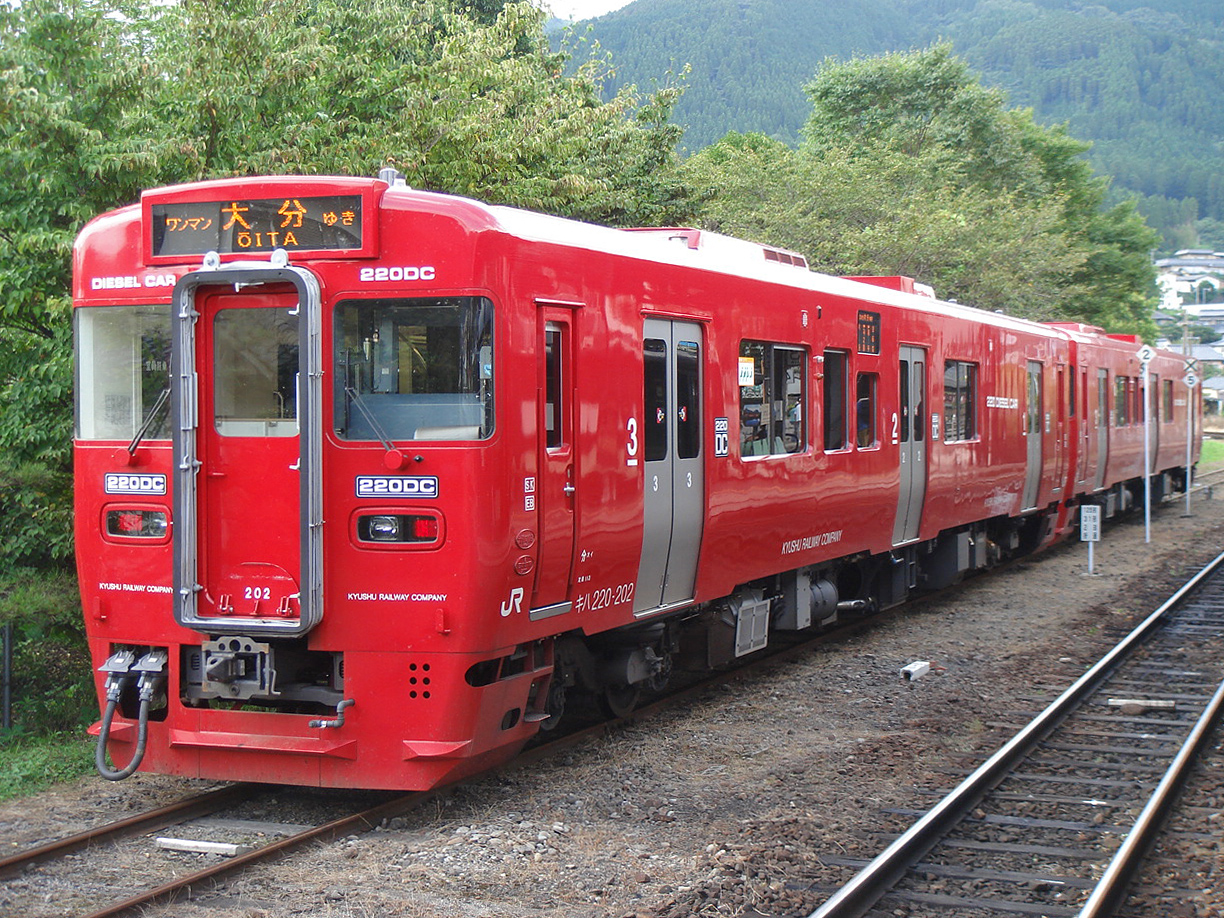
キハ220-202

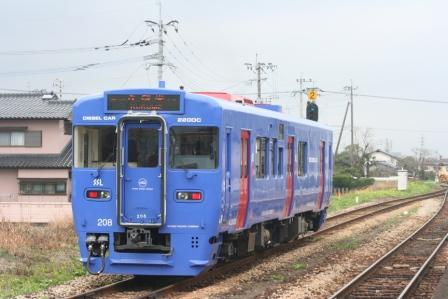
キハ220-208（2010年2月10日）

2006年7月29日、豊肥本線大分 - 肥後大津間と、久大本線久留米 - 大分間および、鹿児島本線鳥栖 - 久留米間に投入されたワンマン運転対応の両運転台車。9両 (201 - 209) が製造された。所属は大分鉄道事業部。
前面・側面の行先表示器は、バス用のLED式表示器と同様のものに変更されている。先頭車前面の表示器が大型化され、屋根から突出している。また側面の表示器も大型化され、その下の客室窓の縦寸法が縮小されている。
車内は転換クロスシートとロングシートの折衷（セミクロスシート）で、バリアフリー対応トイレと車椅子スペースが設けられていて、キハ220形では最初で唯一、落成時からトイレが設けられている。運転席上部と中央ドア上部の箇所にレシップ製液晶モニタが2台ずつ設置され、行先や運賃表、乗車時の注意等が表示される。窓ガラスは紫外線カットの「UV96」でカーテン等は省略されている。車内のカラースキームは白を基調としている。同時に台車にも小変更が行われ、本区分番台では従来の増備車よりも低床構造とされている。
エンジンは、本区分番台よりコモンレール式電子制御燃料噴射装置を搭載した331 kW (450 PS) / 2,100 rpm のコマツ製SA6D140HE-2に変更された。加えてエンジン・変速装置ともに冷却装置が強化されており、山岳路線での使用も多い運用実態を反映した仕様となっている。
2009年8月には日豊本線佐伯駅～延岡駅間に残っていた717系の老朽取り換え、及びワンマン化のため、本系列最終増備車である3両 (210 - 212) が新製され、大分鉄道事業部に配置された。
このグループからATS-DKを製造時より搭載している。車内は、車いすスペースに携帯用スロープと介助者用の折りたたみ式座席が設置されている。優先席付近のつり革と優先席両側の持ち手は分かりやすいように黄色に着色されている。出入口のステップが黄色に着色されている。ドア枠上部に赤色LEDが設置され開閉時に点滅するようになっている。これらによって、バリアフリー化が一層進んだ車両となっている。また、運転席と客室の間にある開閉式の仕切り板の高さが高くなっている。

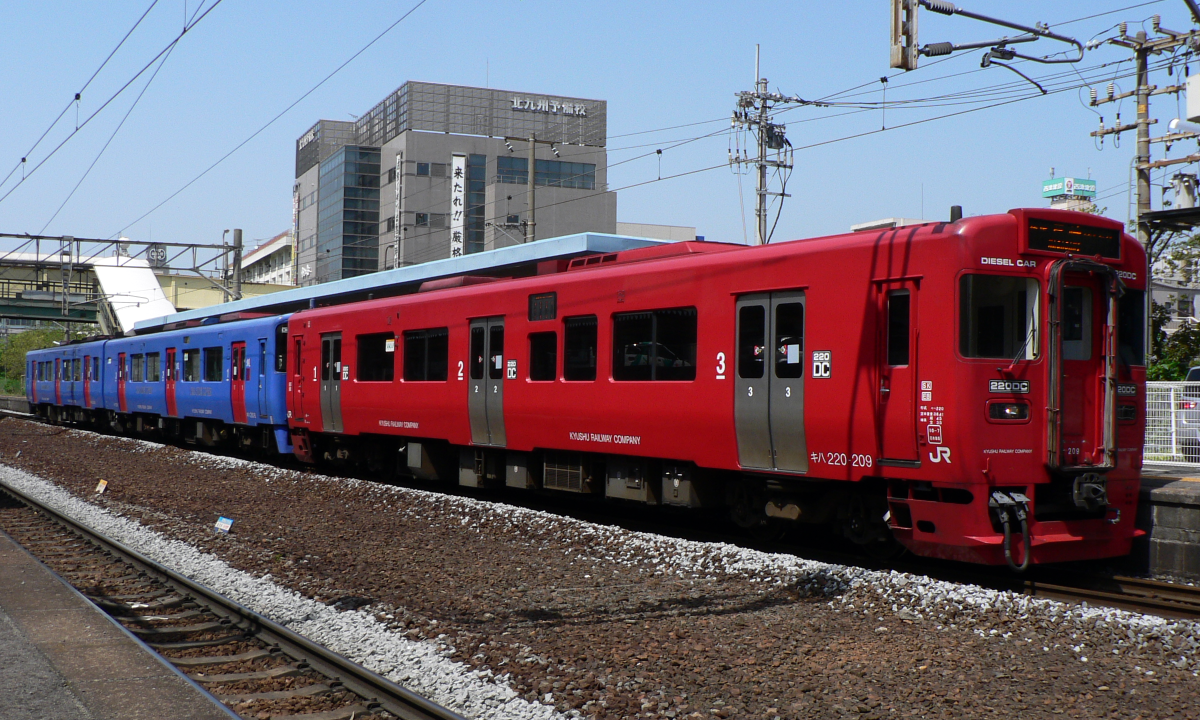
赤色のキハ220-209を増結したキハ200系

2010年3月に、キハ220-208と209は長崎運輸センターに転属した。また、これに先立ち、同年1月には、208の車体塗装が、長崎鉄道事業部に配置されている車両と同一の青色ベースに変更された。長崎地区への転属後は単行運転は行われておらず、主にラッシュ時にキハ200形の長崎寄りに連結されて3両で使用されていた。2010年8月には、209の車体塗装が、小倉工場へ入場の際に青色へと塗り替えられた。これらの運用は1101とは分離されていいたが、その後は後述する207とキハ220形2両でペアを組みキハ200運用と共通で運用されていた。また、キハ200形に増結されて3・4両で運転される時もあった。2021年3月に207と208は熊本車両センターへ、209は再び大分車両センターに転属したが、209は更にその翌年の2022年9月にはダイヤ改正が行われたため206とともに熊本車両センターへ転属した。

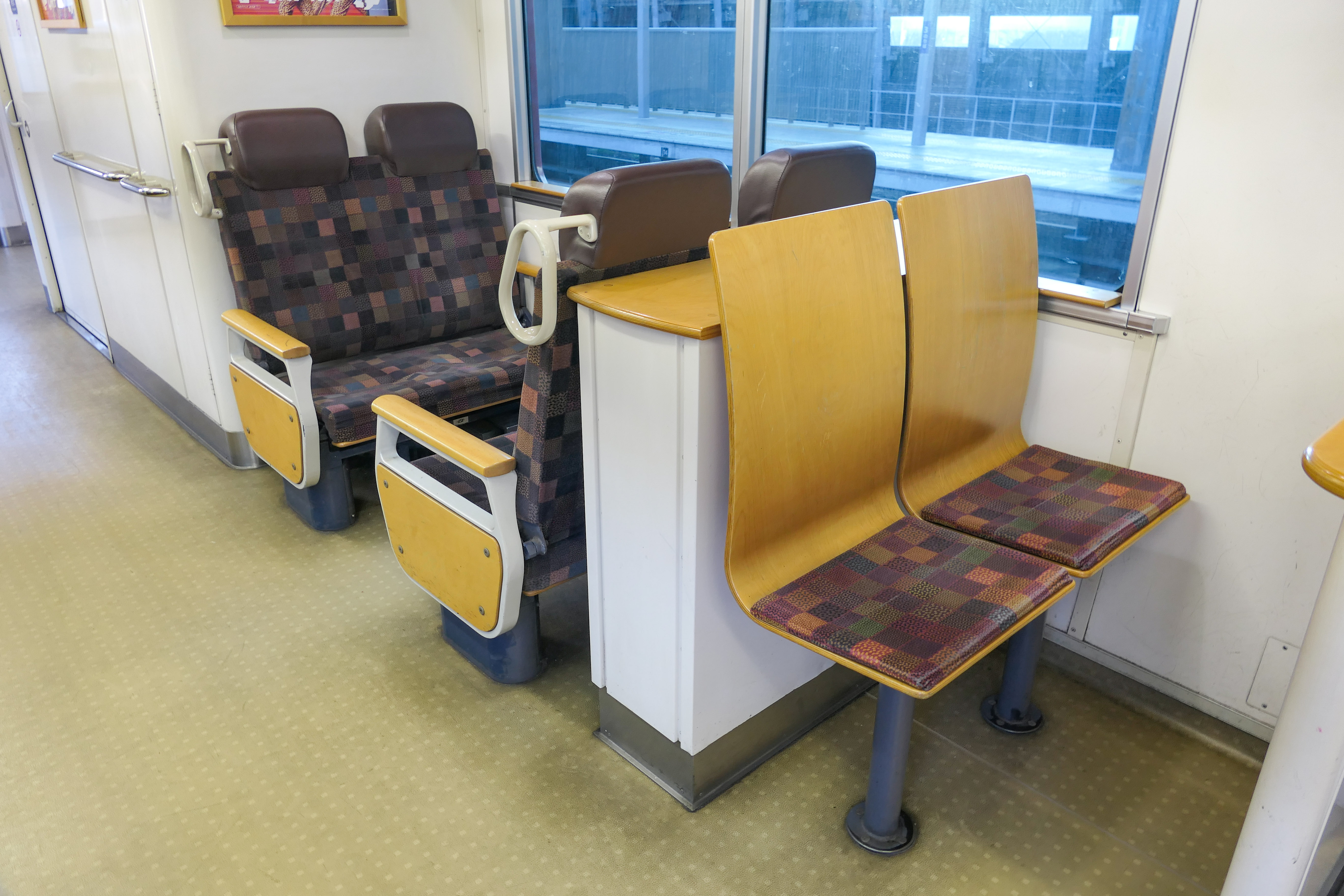
キハ220形200番台 クロスシート・二人用座席部分
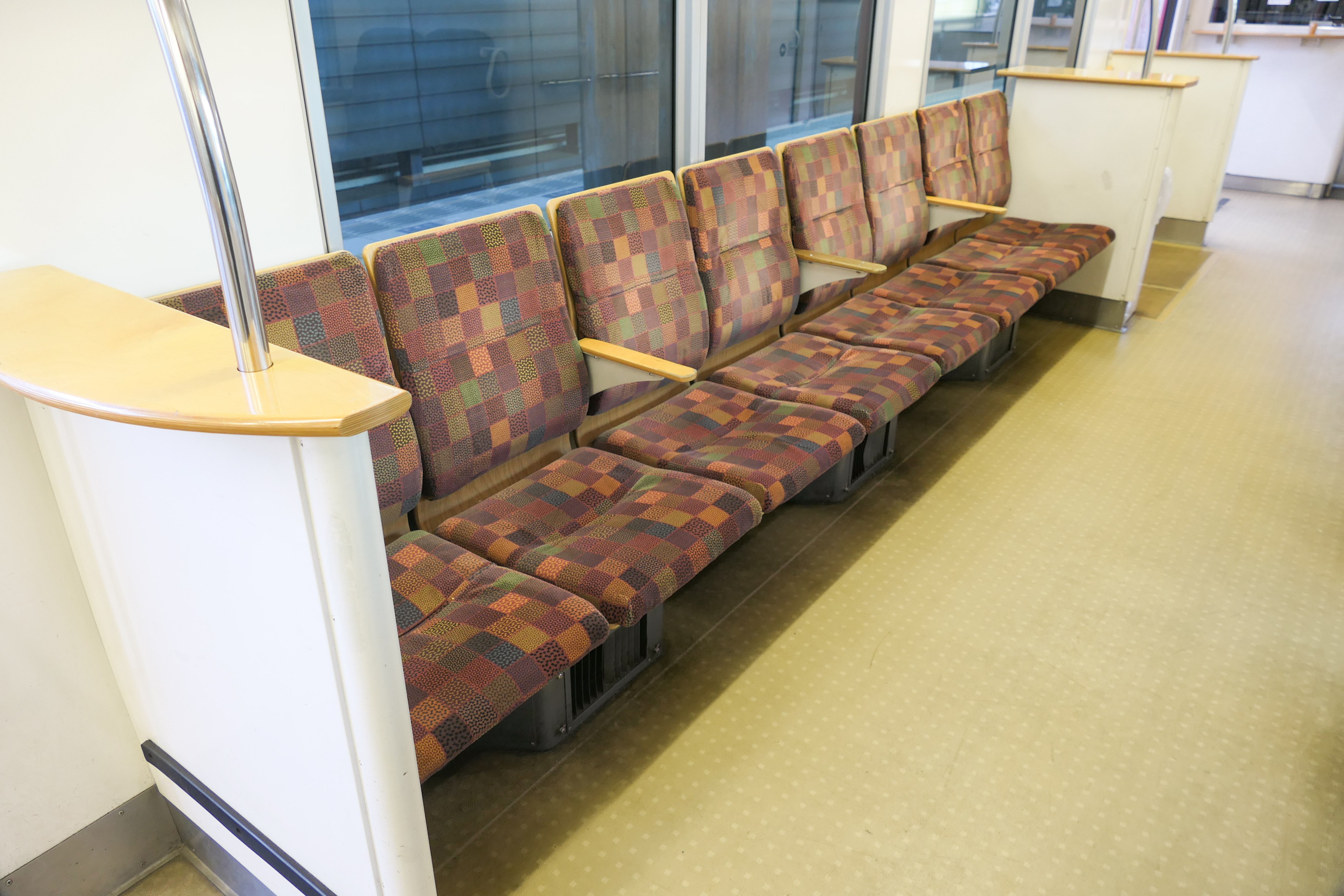
キハ220形200番台 ロングシート部分
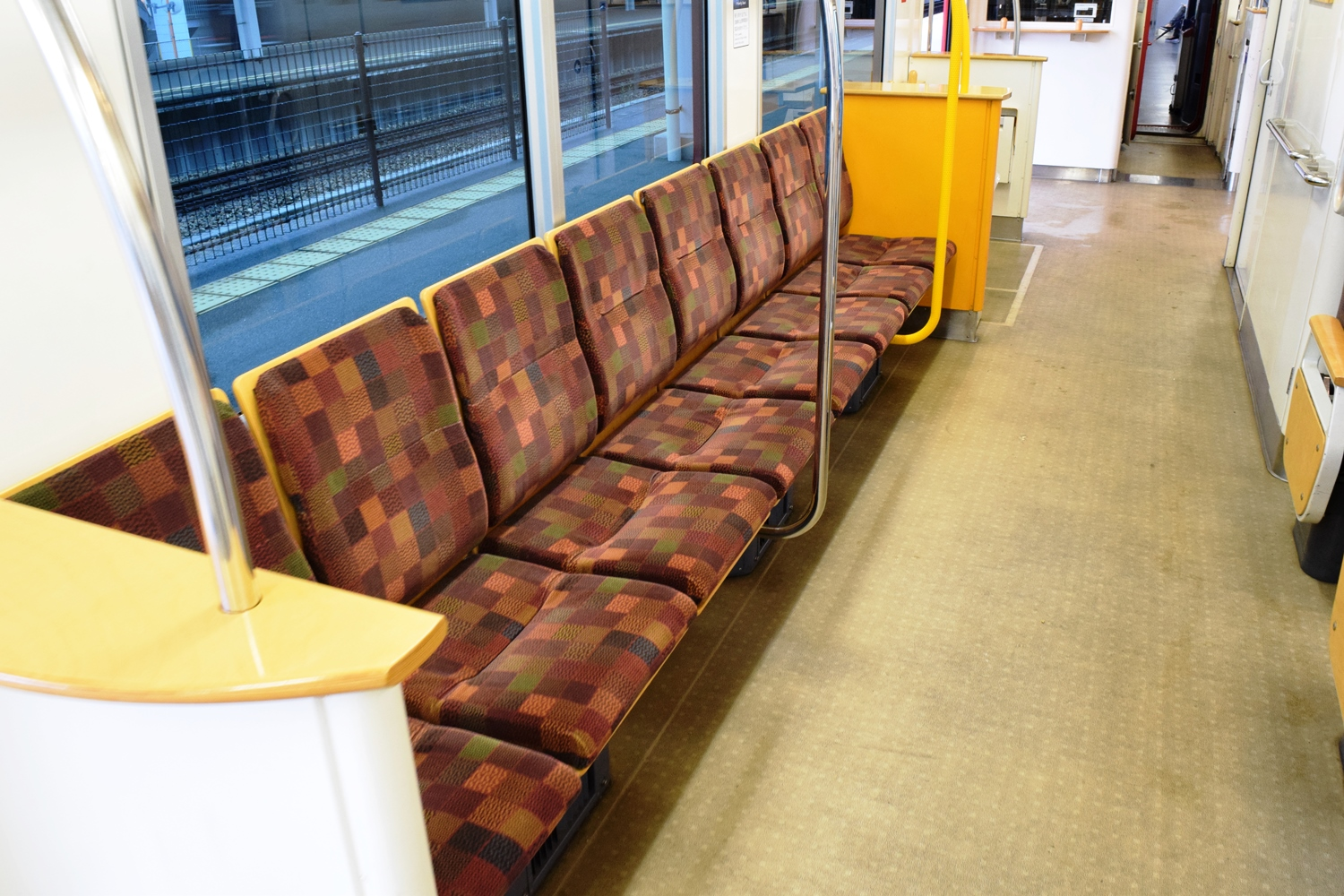
キハ220形200番台 増備車ロングシート部分
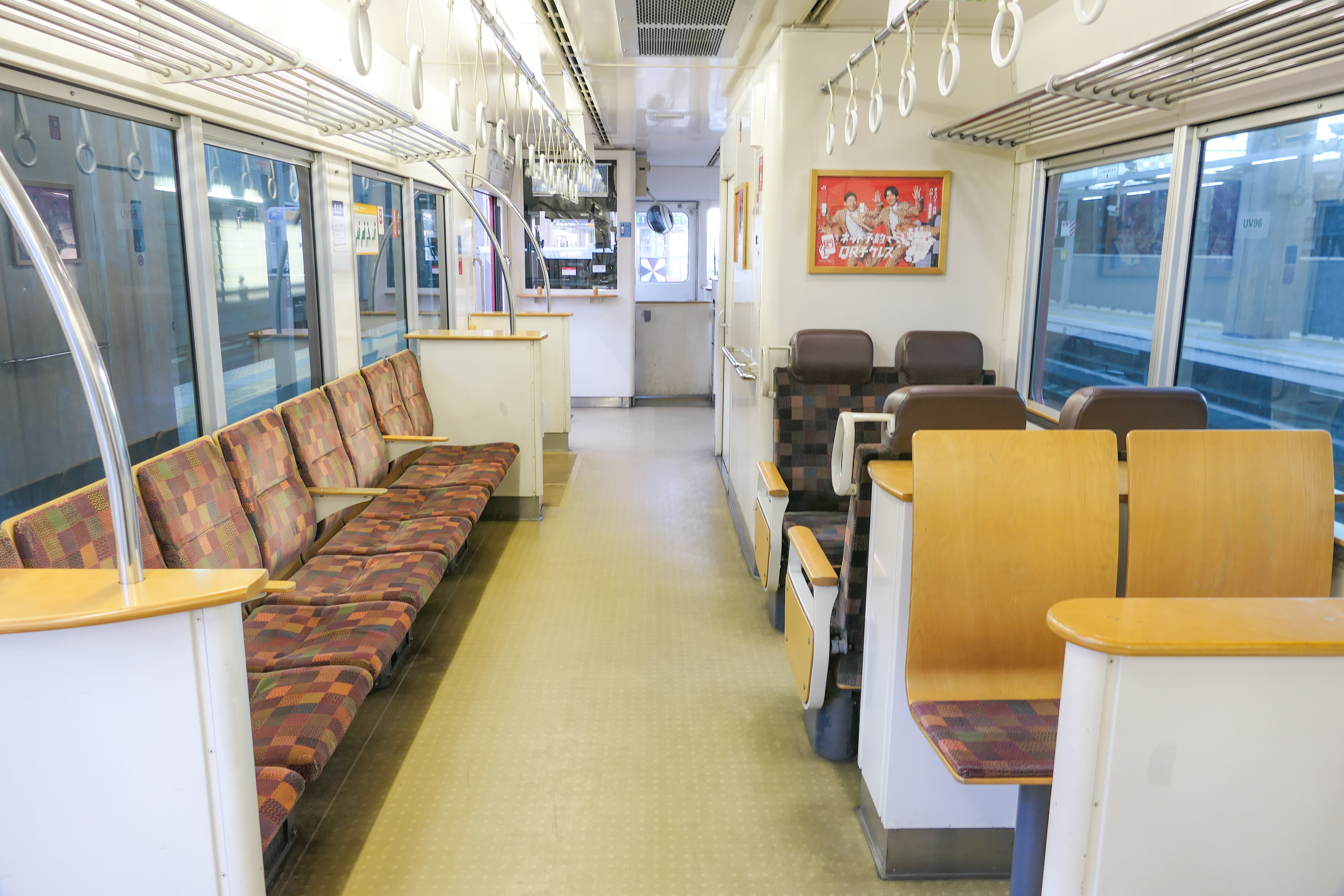
キハ220形200番台 車内全景
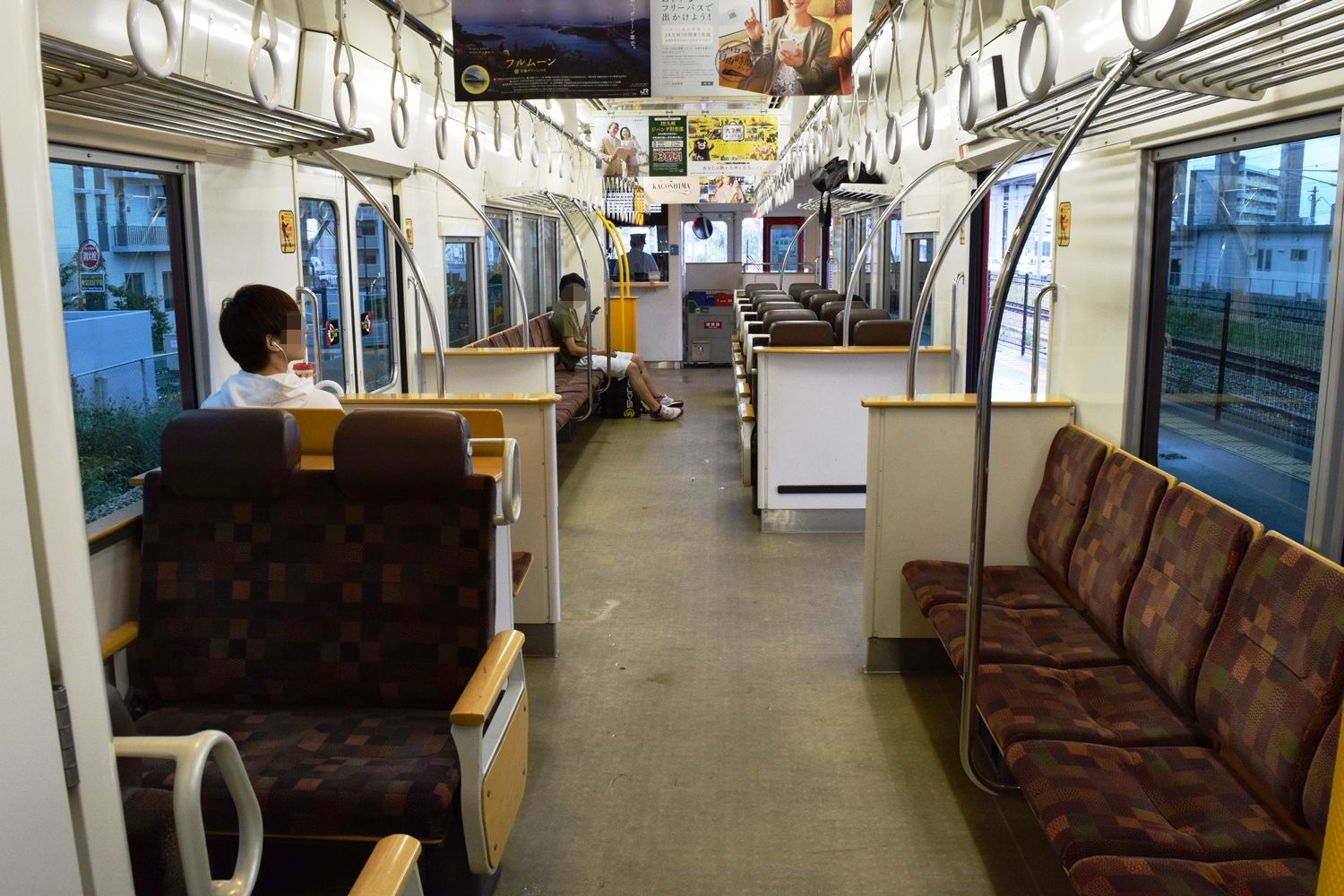
キハ220形200番台 増備車車内全景
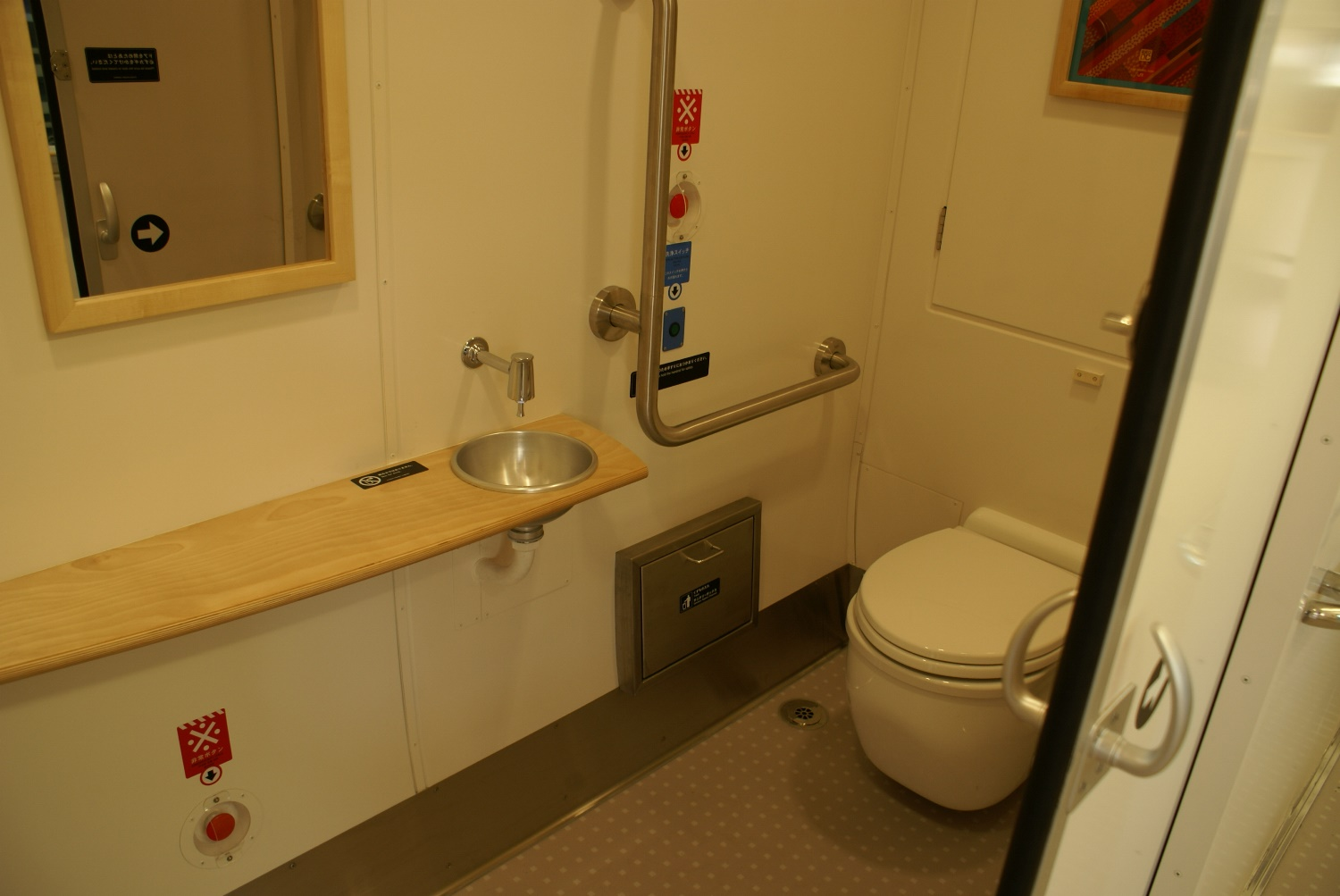
キハ220形200番台 車椅子対応トイレ
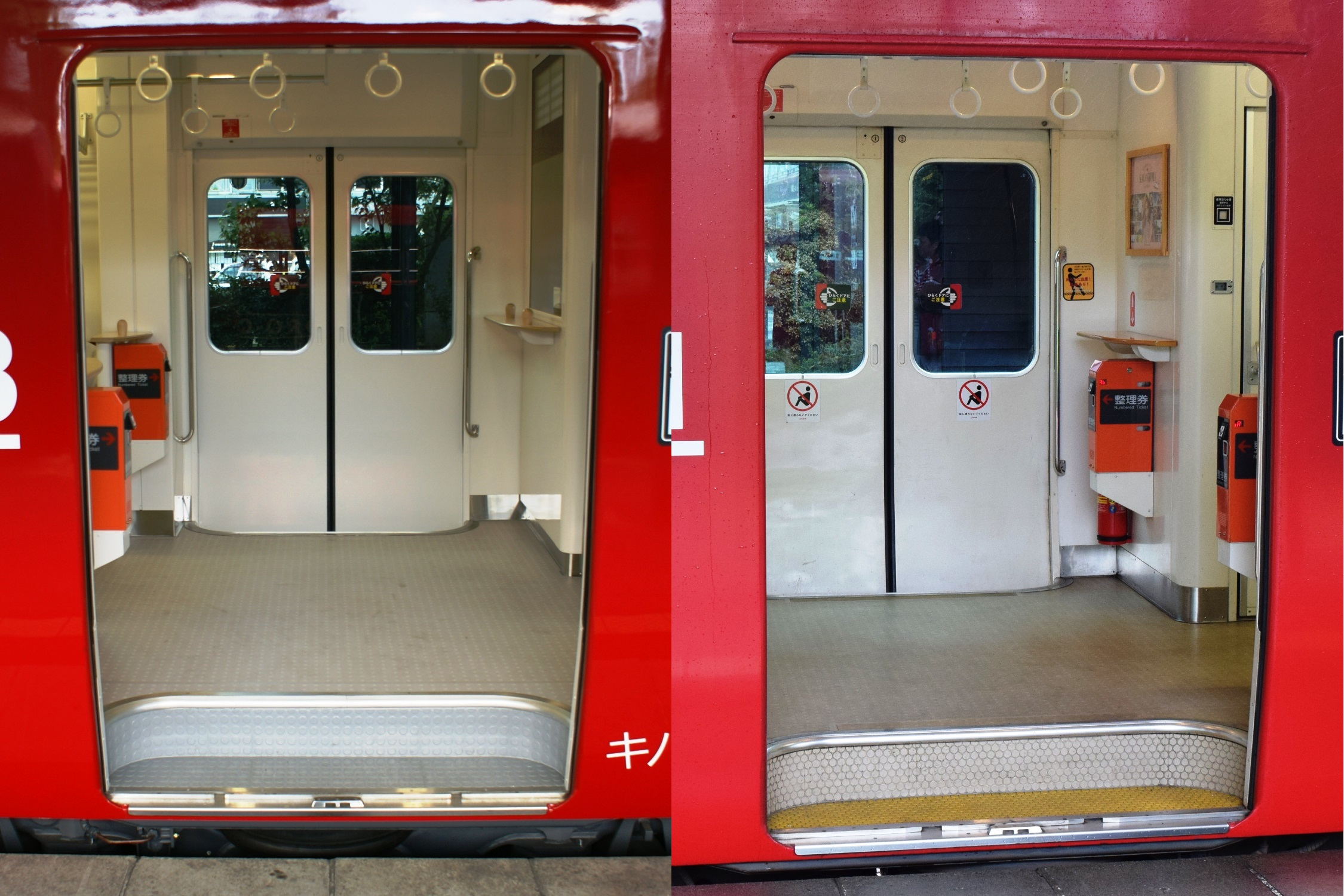
キハ220形200番台 出入口 初期車(左)増備車(右)
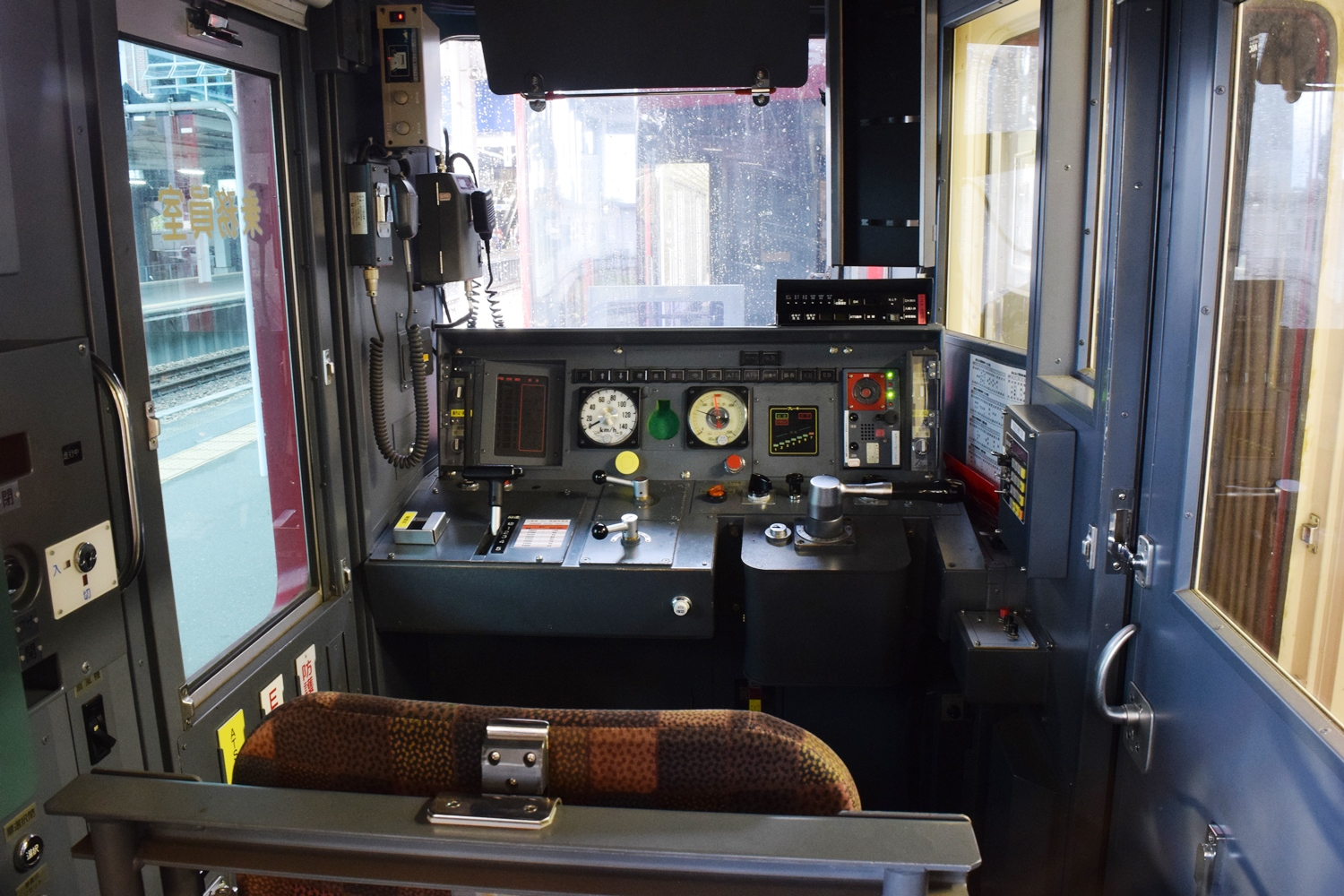
キハ220形200番台 運転席

### BE220形「BIG EYE」

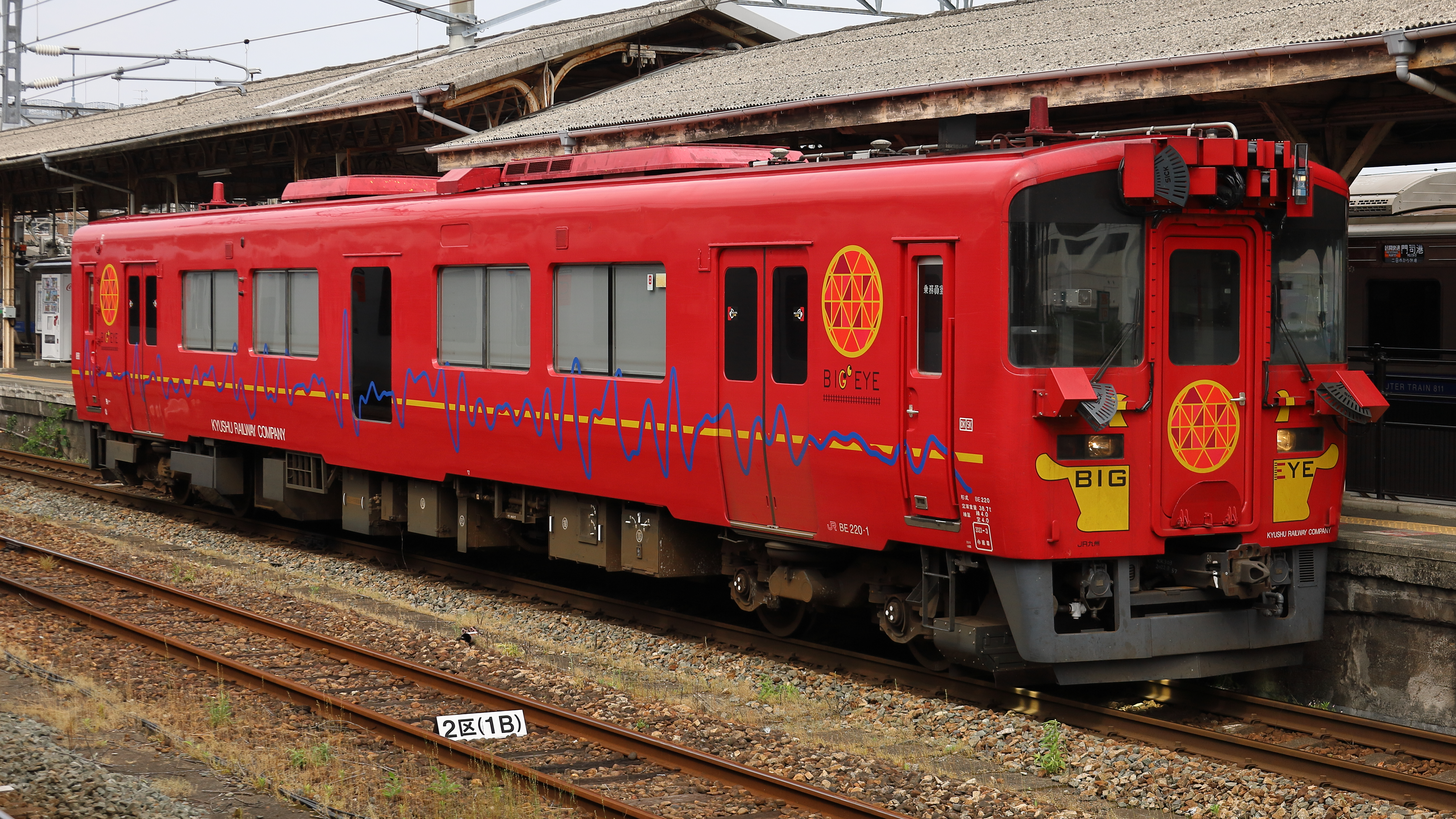
鳥栖駅停車中のBE220形「BIG EYE」

2023年（令和5年）10月19日に報道公開された事業用車。前出の2020年（令和2年）7月の豪雨災害により人吉駅構内にて浸水して被災したキハ220-1102を種車としている。被災後、2023年5月17日に小倉総合車両センターに入場、小倉総合車両センターにおいて浸水により使用不能となった部品を全て換装したうえで、同車を種車として再改造が行われた。
国鉄マヤ34形客車（マヤ34-2009）の後継となる「多機能検測車」として設計され、軌道検測装置、部材検査支援カメラ装置、建築限界測定装置を装備する。マヤ34形で実施していた軌道検測検査以外に、人力で行われていた軌道設備損傷などの部材検査をカメラ撮影で支援するほか、レーザーを利用した建築限界測定を行う機能が備わっている。
車両やロゴのデザインは、社内で建築業務を行っている社員の間でコンペを行い、決定した。車体側面は軌道変位を表現した波形をあしらい、車体前面や背面にはヘッドライトの目玉や牛をモチーフとしている。
JR九州内管轄の鉄道及び、九州内の第三セクター鉄道の検測を行っている。
新旧の番号対象は以下の通り。BEは従来にない形式区分となっている。
- キハ220-1102 → BE220-1[12]

## 沿革
1991年に直方気動車区（現・筑豊篠栗鉄道事業部）に片運転台のキハ200形0番台と1000番台の2両編成が配置された。その後、1992年7月15日改正での快速「なのはな」用として同番台が投入された。その後1994年（平成6年）3月1日のダイヤ改正では大村線経由で佐世保 - 長崎間を運行する快速「シーサイドライナー」にも投入された。
1997年（平成9年）には、豊肥本線熊本近郊の輸送改善を目的に増備が再開された。このときに登場した、片運転台の100番台・1100番台、および両運転台のキハ220形1100番台はワンマン運転に最初から対応していた。三角線や鹿児島本線の一部の普通列車でも使用された。また、同年夏にはキハ200形のトイレなし・ロングシート仕様で片運転台の500番台・1500番台、および両運転台のキハ220形1500番台が香椎線に投入された。
1999年（平成11年）10月には、豊肥本線熊本 - 肥後大津間電化に伴い同線熊本口で運用されていた車両が、同線の肥後大津以東や香椎線、筑豊・篠栗線に転用された。ただし、豊肥本線の電化区間と非電化区間との直通列車には引き続きキハ200形が運用されている列車がある。
2001年（平成13年）に篠栗線・筑豊本線（福北ゆたか線）電化により筑豊地区配属車は長崎、鹿児島、大分などに転属した。主に大村線や豊肥本線・久大本線のローカル運用に使用されるようになった。その後、2003年（平成15年）3月に香椎線からは撤退し、大分地区や指宿枕崎線へ転用された。
2004年（平成16年）指宿枕崎線になのはなDX運行開始。キハ220－1102を指定席車両に改造の上、鹿児島に転属。2011年3月に運行終了し普通列車対応の改修をし熊本へ転属。
2006年（平成18年）キハ200形200番台が登場。大分に配属され、キハ31などを転配属し、最後まで残っていたキハ58系列を置き換えた。
2009年（平成21年）717系の代替として同年10月1日のダイヤ改正から日豊本線での運用を開始。2018年（平成30年）3月17日のダイヤ改正まで続けられた。
2014年（平成26年）には、キハ200形、キハ220形1100・1500番台で、従来のLED式運賃表示板から、キハ220形200番台に類似した液晶表示板（レシップ製）に変更されている。
2021年（令和3年）には長崎地区へのYC1系の導入および、大分地区と鹿児島地区のキハ40・47系の一部置き換えに伴い、同年3月11日にさよなら運転が行われ長崎地区から撤退。大分車両センター、熊本車両センター、鹿児島車両センターそれぞれに転属した。
2023年（令和5年）には、キハ220－1102を改造し、多機能検測車BE220形が開発された。

## 運用区間
※2025年5月現在

### 大分車両センター所属車
- 鹿児島本線 鳥栖駅 - 久留米駅[注 12]（早朝の久大本線直通列車のみ）
- 豊肥本線 大分駅-豊後竹田駅
- 久大本線 久留米駅 - 大分駅

### 熊本車両センター所属車
- 鹿児島本線 熊本駅 - 八代駅[注 13]（宇土駅～八代駅間は肥薩線八代駅～吉松駅間が災害で運休中のため、現在は運用なし）
- 豊肥本線 熊本駅 - 宮地駅
- 三角線 宇土駅 - 三角駅

### 鹿児島車両センター所属車
- 鹿児島本線 鹿児島駅 - 鹿児島中央駅
- 指宿枕崎線 鹿児島中央駅 - 山川駅